# Фрідріх Ольбріхт
Фрідріх Ольбріхт (нім. Friedrich Olbricht; 4 жовтня 1888, Лайсніг, Саксонія — 21 липня 1944, Берлін) — німецький генерал від інфантерії та один із заколотників, які брали участь у замаху на Адольфа Гітлера.

## Життєпис

### Юність
Народився у Саксонії в родині професора математики Річарда Ольбріхта. Після складання вступних іспитів, у 1907 році, Ольбріхт вступив до 106 полку у Лейпцигу в ранзі прапорщика. У цьому званні він брав участь у Першій світовій війні. Згодом, вже як капітан, вступив на службу до Рейхсверу.
Ольбріхт був одружений з Євою Коеппел. Подружжя мало сина та доньку.

### Участь в Русі опору
Ольбріхт був одним з небагатьох серед німецької старшини, хто підтримував демократичну Веймарську республіку. Його недовіра до нацистів стала очевидною ще на ранньому етапі становлення німецького націонал-соціалізму, особливо після Пивного путчу у 1923 році. У 1926 році Ольбріхт був призваний до служби в міністерстві оборони як керівник «Управління іноземних армій». У 1933 році він став начальником штабу Дрезденської дивізії.
У 1934-му Ольбріхту вдалось врятувати від розстрілу декількох людей, на яких чекала смерть унаслідок «Ночі довгих ножів». Ці люди вже були заарештовані та мали бути страчені в найкоротші терміни, врятувало швидке втручання Ольбріхта. У 1935-му Фрідріха призначили начальником штабу армійського корпусу, що розташовувався у Дрездені. У 1938-му він очолив 24-ту піхотну дивізію. У тому ж році він клопотав про реабілітацію Вернера фон Фріча, який несправедливо був звинувачений у гомосексуальності.
З початком у 1939 році Другої світової, Ольбріхт командував 24-ю піхотною дивізією під час вторгнення у Польщу. Під час бойових дій проявив себе як здібний організатор: відзначився створенням так званих «моторизованих блоків», які швидко проривались вперед, випереджаючи інші частини регулярної армії. Ці мотоз'єднання могли переходити через мости до їх підриву, виконуючи важливі оперативно-розвідувальні функції. За талант та здібність, особисту мужність та динамічний стиль командування Ольбріхта відзначили Лицарським Хрестом Залізного Хреста. 15 лютого 1940 був підвищений до звання генерала від інфантерії. Згодом Ольбріхта призначили начальником Генерального Військового Штабу (Allgemeines Heeresamt) у Верховному Командуванні Армією (Wehrersatzamt).

#### Операція «Валькірія»
Починаючи з зими 1941–1942 рр. Ольбріхт розробляв план операції «Валькірія». Призначення плану — придушення внутрішніх заворушень в разі бунту або заколоту. Однак насправді план готували в цілях здійснення державного перевороту. Ольбріхт разом з іншими учасниками руху опору планував усунення від влади нацистів: Людвігом Беком, Карлом Фрідріхом Герделером і генерал-майором Хенінґом фон Трісковим. До обов'язків Ольбріхта входив пошук коштів для здійснення державного перевороту, участь в розробці плану з усунення від влади нацистів. Саме Ольбріхт запросив на роботу до Генерального Штабу фон Штауффенберґа, який пізніше погодиться вчинити бомбовий замах на Адольфа Гітлера.
У день спроби державного перевороту, 20 липня 1944 року, Ольбріхт і полковник Альбрехт Ріттер Мєрц фон Квірнхайм запустили операцію «Валькірія» перевівши у бойову готовність Резервну армію. Згодом стало відомо, що внаслідок замаху Гітлер не загинув, зрештою як і сам план оточення урядового кварталу Резервною армією почав давати збої.
Ольбріхт не наважувався мобілізувати Резервну армію доти, доки не одержить підтвердження загибелі Гітлера. Підтвердження так і не надійшло, а резервна армія була мобілізована із запізненням, що фатально відбилось на підсумках операції. Нацистам знадобилось декілька годин, щоб перебрати контроль над власним військом за допомогою лояльних державних та військових елементів.

#### Арешт й страта
О 21:00 Ольбріхт був заарештований солдатами берлінського гарнізону у себе в штаб-квартирі. Вечором того ж дня, генерал-полковник Фрідріх Фромм провів засідання спішно організованого військового трибуналу. Аби прибрати свідків та врятувати своє життя Фромм наказав заарештувати та розстріляти заколотників: Фрідріха Ольбріхта, Клауса фон Штауффенберґа, Альбрехта Мєрца фон Квірнхайма та Вернера фон Хафтена.

## Нагороди
- Орден Франца Йосифа, лицарський хрест (23 грудня 1913)

### Перша світова війна
- Залізний хрест 2-го і 1-го класу
- Військовий орден Святого Генріха, лицарський хрест з мечами (17 листопада 1914)
- Орден Альберта (Саксонія), лицарський хрест 2-го (31 жовтня 1914) і 1-го класу з мечами
- Орден Заслуг (Саксонія), лицарський хрест 2-го класу з мечами (15 грудня 1915)

### Міжвоєнний період
- Почесний хрест ветерана війни з мечами (12 жовтня 1934)
- Медаль «За вислугу років у Вермахті» 4-го, 3-го, 2-го і 1-го класу (25 років)
- Пам'ятна військова медаль (Угорщина) з мечами
- Пам'ятна військова медаль (Австрія)
- Медаль «У пам'ять 13 березня 1938 року»
- Медаль «У пам'ять 1 жовтня 1938» із застібкою «Празький град»
- Хрест військових заслуг (Іспанія)

### Друга світова війна
- Застібка до Залізного хреста 2-го і 1-го класу (1939)
- Лицарський хрест Залізного хреста (27 жовтня 1939)
- Орден Заслуг (Угорщина), командорський хрест із зіркою
- Хрест Воєнних заслуг 2-го і 1-го класу з мечами
- Німецький хрест в сріблі (1 серпня 1943)